# Pachyrhizus tuberosus
Pachyrhizus tuberosus là một loài thực vật có hoa trong họ Đậu. Loài này được (Lam.) Spreng. miêu tả khoa học đầu tiên.